# 王泽 (嘉靖进士)
王泽（1527年—？），字子仁，燕山前衛軍籍山西臨汾縣人，明朝政治人物。进士出身。

## 生平
順天府學附學生，順天府鄉試第一百十一名舉人，嘉靖四十一年（1562年）壬戌科會試第一百一名，第三甲第七十三名進士。隆慶四年官河南懷慶府知府。
王泽曾于万历年间接替赖嘉谟任邵武府知府一职，万历年间由岳钟英接任。
萬曆五年（1577年）正月由邵武知府升甘肃行太仆寺少卿。

## 家族
曾祖王玉。祖父王縉。父王鏞。母李氏。永感下。兄王潤。